# Ezequiel Neves
José Ezequiel Moreira Neves (Belo Horizonte, 29 de novembro de 1935 – Rio de Janeiro, 7 de julho de 2010) foi um ator, jornalista, bibliotecário, compositor e produtor musical brasileiro.
É coautor de hits como "Codinome Beija-Flor", "Exagerado", "Por Que a Gente é Assim?", "Burguesia", entre outros.

## Carreira
Foi bibliotecário da Biblioteca da Faculdade de Medicina da Universidade Federal de Minas Gerais. Acabou se mudando para São Paulo, e posteriormente para o Rio de Janeiro, no começo dos anos 1960. Chegou a escrever para as revistas Rolling Stone, Rock, a História e a Glória, Jornal da Música, Pop e Som Três, entre outras.
Começou a carreira de produtor com a banda paulista Made in Brazil, em 1975.
Em 1979, se tornou produtor da gravadora Som Livre, gravadora das Organizações Globo, presidida por João Araújo, pai do cantor Cazuza. Trabalhou com cantores como Elizeth Cardoso e Cauby Peixoto. Junto com o também produtor Guto Graça Mello, foi mentor do cantor e de sua banda, o Barão Vermelho. Ezequiel acompanhou a carreira do Barão, do qual produziu todos os discos desde o início, e também foi parceiro musical de Cazuza.
Em 1987, Neves viajou com Cazuza e os pais dele a Boston, onde o cantor procurava por tratamento para a AIDS, doença então recém-detectada e que terminou por matá-lo, em 1990.
Sua morte aconteceu exatamente no aniversário de 20 anos da morte de seu grande amigo e pupilo musical, Cazuza. Zeca, como era conhecido, sofria de um câncer no cérebro e faleceu na Clínica São Vicente, na Gávea, Zona Sul do Rio de Janeiro.

## Cultura popular
- Foi interpretado por Emílio de Mello no filme biográfico sobre seu amigo Cazuza em 2004, dirigido por Sandra Werneck e Walter Carvalho. Foi também interpretado por Ricardo Blat no especial Por Toda a Minha Vida da Rede Globo sobre Cazuza.